# Молочай товстий
Молочай товстий (Euphorbia obesa) — вид рослин родини молочайні.

## Назва

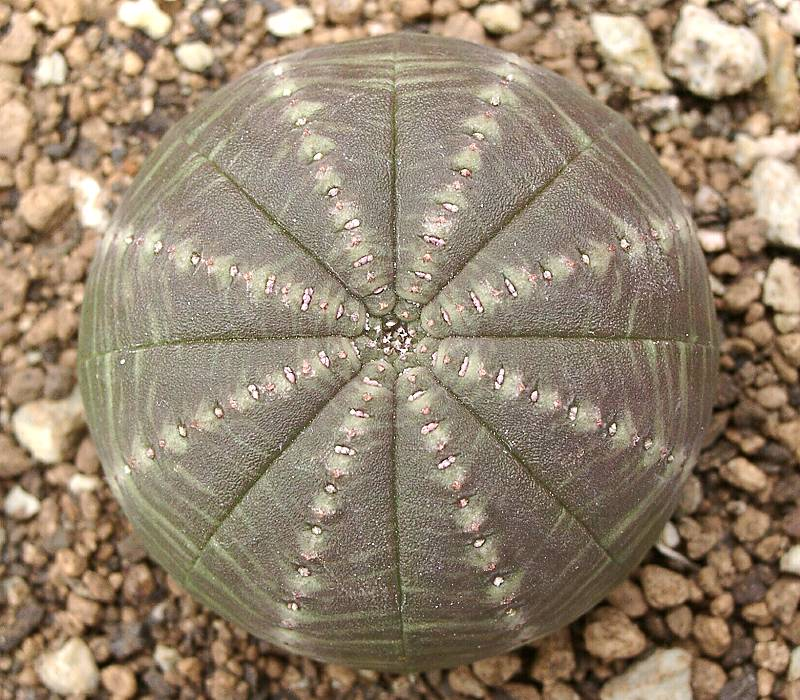
Euphorbia obesa subsp. symmetrica

В англійській мові називається «баскетбольний молочай» (англ. basketball Euphorbia) через форму, що нагадує м'яч, або «морський їжак» (англ. Sea Urchin).

## Будова
Схожа на м'яч дводомна рослина заввишки до 15 см, що повільно росте. Має одне гладке оливкове стебло вкрите 8-ми вертикальними смугами лілових цяток. У дорослому віці набуває форми колони. Квіти з'являються влітку на вершині рослини.

## Поширення та середовище існування
Зростає у Південно-Африканській Республіці на плато Кару. Витримує морози до -10° C.

## Практичне використання
Вирощується як декоративна рослина.

## Цікаві факти
- Молочай товстий — яскравий приклад конвергентної еволюції. В Мексиці зростає схожий за формою, проте не пов'язаний генетично вид Astrophytum asterias.
- Ця рослина більше схоже на круглі камінчики. Зростає в Південній Африці. Повністю відсутні будь-які елементи рослинності, рідко на ньому з’являються невеликі плоскі гілочки[4].
- Виростає до 30 сантиметрів в довжину, і 10 завширшки[4].

## Охоронні заходи
Вид включений до Червоного списку південноафриканських рослин (англ. Red List of South African Plants). Має статус «під загрозою». Область поширення (EOO) становить 640 км². Відомі два місця зростання. Чисельність продовжує знижуватися через збір диких особин для садівництва. Загальна чисельність рослин становить менше 500 зрілих особин, причому кількість невеликих субпопуляцій складається в середньому з приблизно 30 зрілих особин.

## Галерея

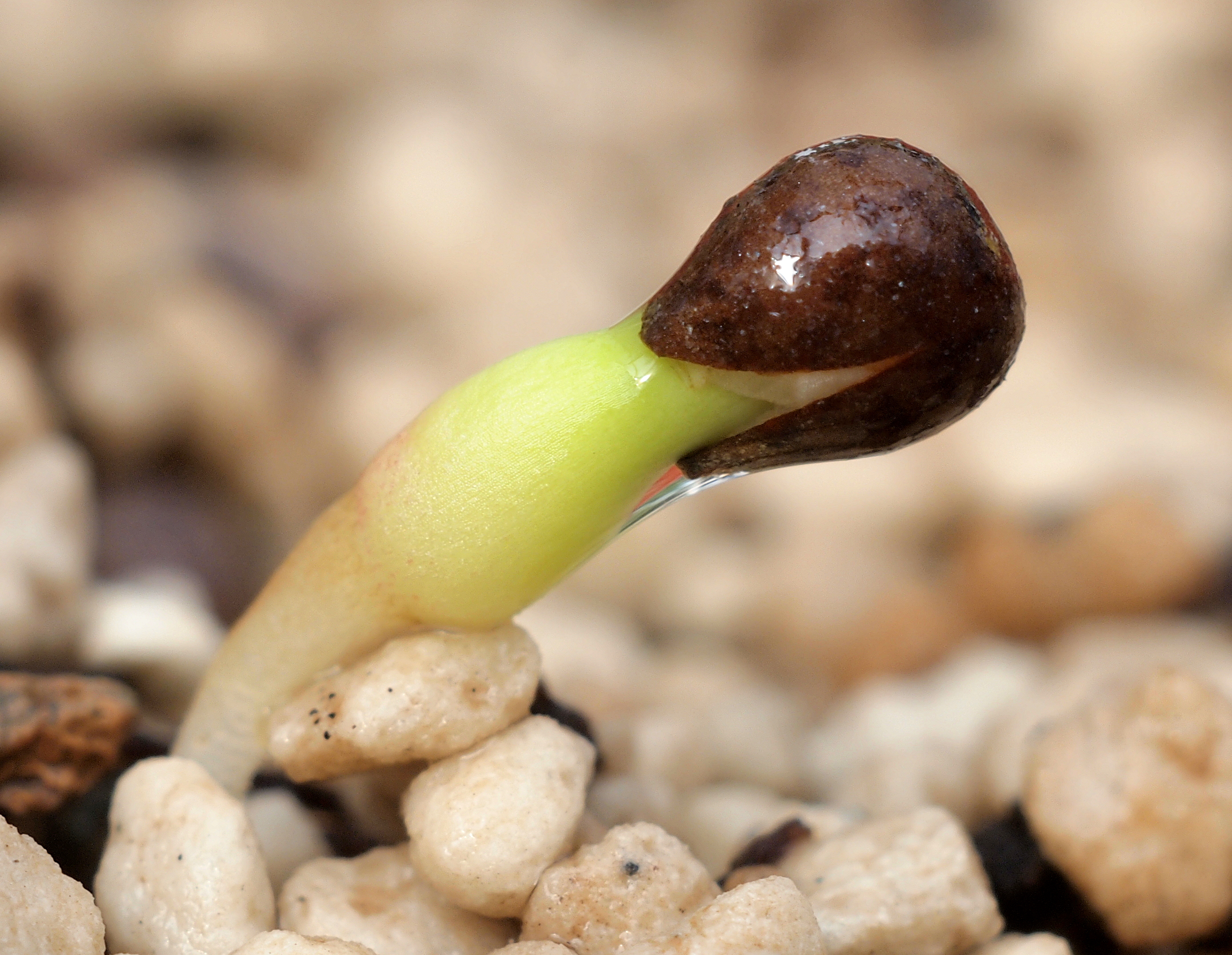
Проростання насіння
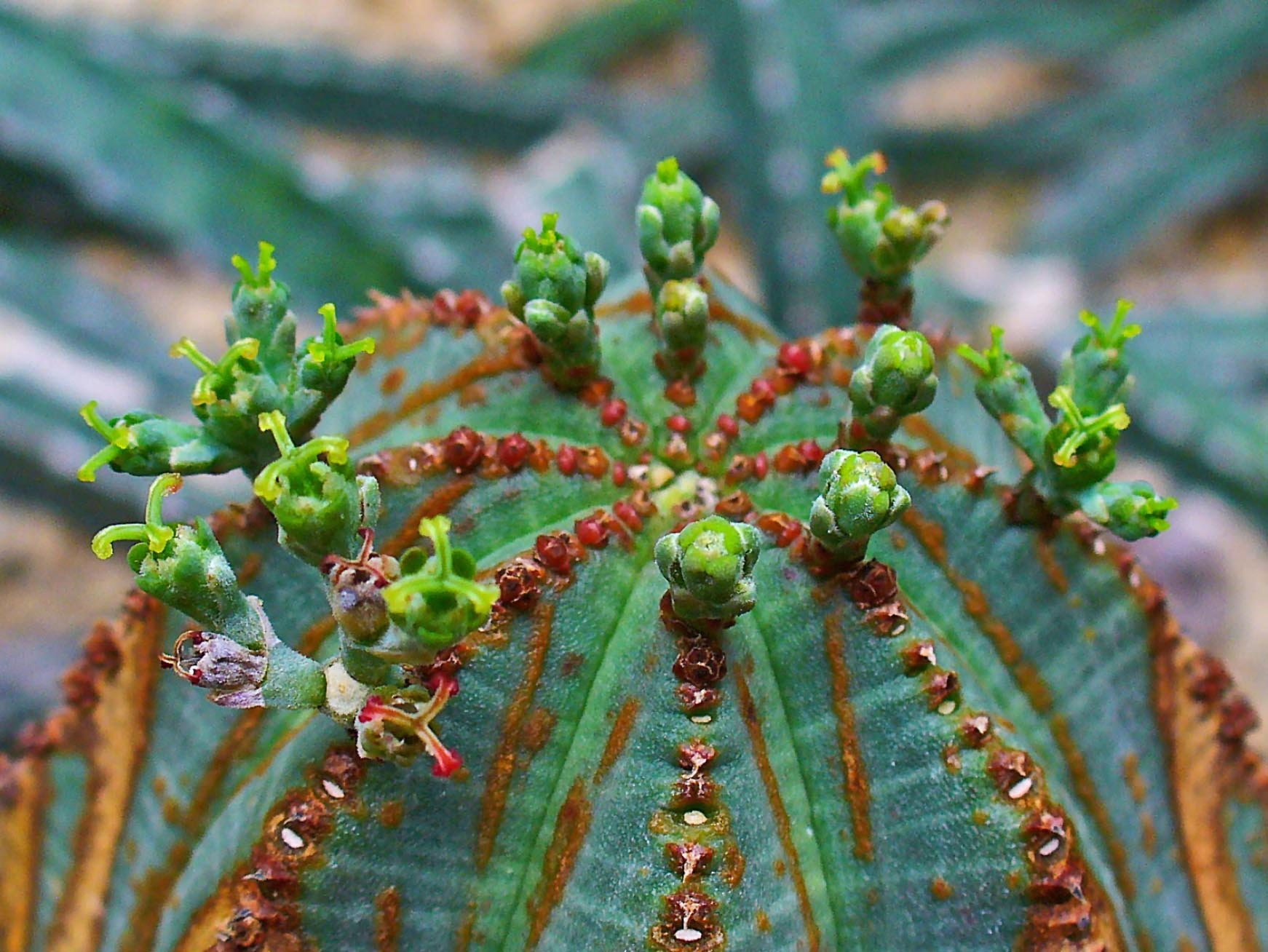
Квіти жіночої рослини
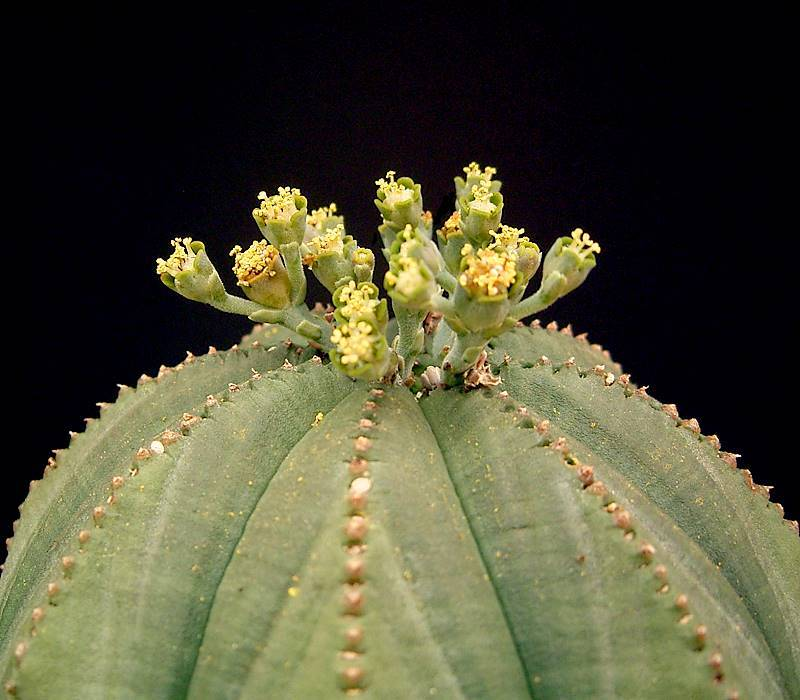
Квіти чоловічої рослини
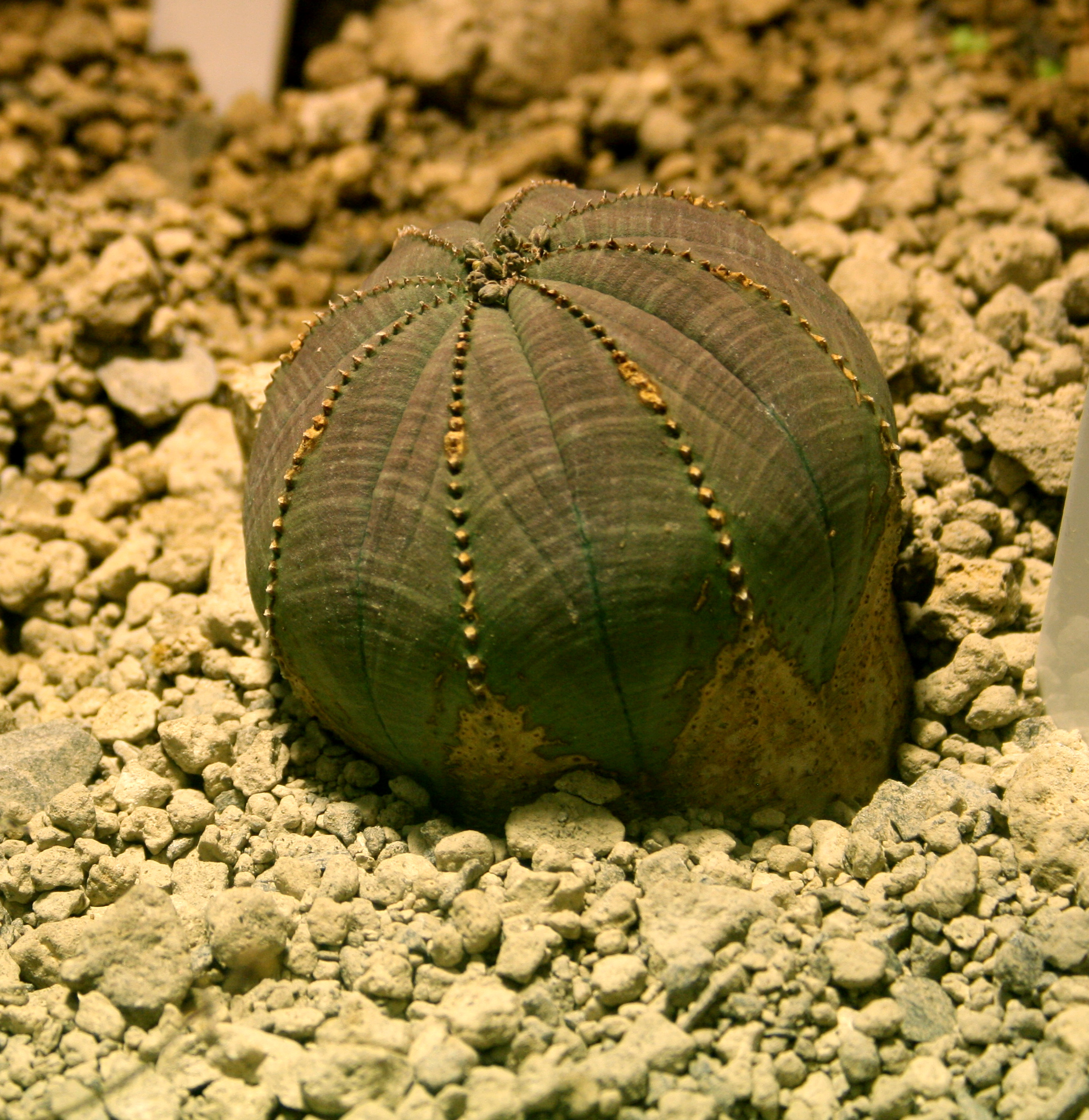
Молода рослина
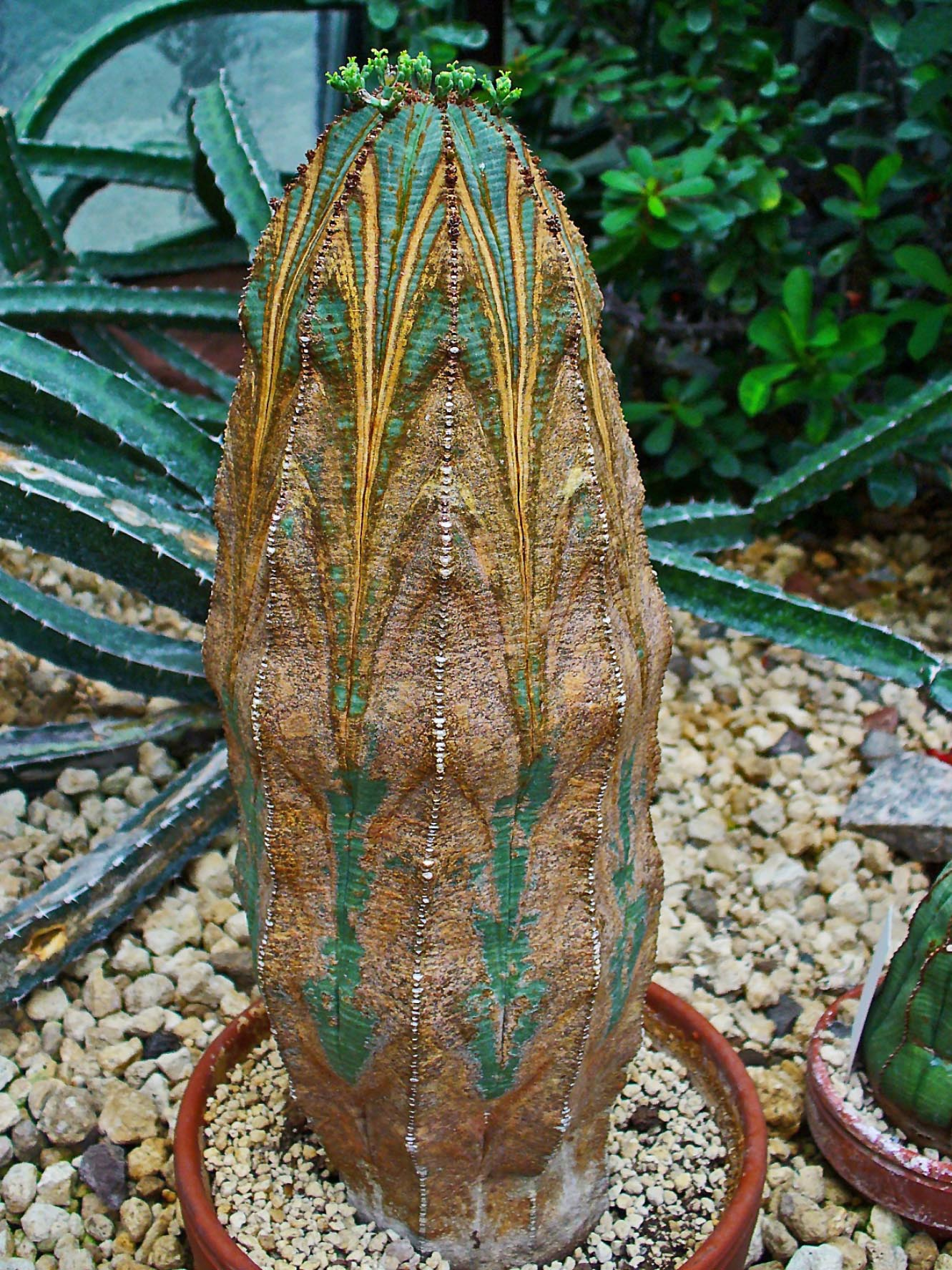
Доросла особина